# قلعة أيوب
بلدية قلعة أيوب (بالإسبانية: Calatayud) هي بلدية تقع في مقاطعة سرقسطة التابعة لمنطقة أرغون شمال شرق إسبانيا. فيها قلعة أيوب وهي من أقدم الأثار الإسلامية في الأندلس. بدأ بتشييدها عبد العزيز بن موسى بن نصير و أتمها أيوب بن حبيب اللخمي عام 97 هـ.

## الديموغرافيا
بلغ عدد سكان بلدية قلعة أيوب 20.837 نسمة عام 2011 (وفقاً للمعهد الوطني الإسباني للإحصاء).
| 17.078 | 18.352 | 18.531 | 20.263 | 21.040 | 21.933 | 20.837 |

## توأمة
لقلعة أيوب اتفاقيات توأمة مع كل من:
- أوش
- Dueville [الإنجليزية]‏

## أعلام
- إنريكي دي تراستامارا
- خوسيه ليوناردو
- فرناندو أغيلار